# Galatasaray SK (piłka nożna)
Galatasaray Spor Kulübü (IPA: [ɡaɫatasaˈɾaj ˈspoɾ kulyˈby]), znany także jako Galatasaray AŞ – turecki klub sportowy, mający siedzibę w mieście Stambuł i znany przede wszystkim z sekcji piłkarskiej. Klub został założony 20 października 1905 przez Alego Samiego Yena i jego przyjaciół z Liceum Galatasaray. Galatasaray jest najbardziej utytułowanym piłkarskim klubem w Turcji. Wywalczył największą liczbę tytułów mistrza kraju, największą liczbę Pucharów Turcji oraz Pucharów TSYD.
Galatasaray jest jedynym tureckim klubem, który wywalczył europejski puchar – Puchar UEFA w 2000 roku. W finale tego pucharu pokonał po serii rzutów karnych angielski Arsenal F.C. W tym samym roku zdobył on inne europejskie trofeum – Superpuchar Europy, dzięki pokonaniu 2:1 zwycięzcy Ligi Mistrzów, hiszpański Realu Madryt. W 2001 roku uznano Galatasaray za najlepszy klub świata.
W Galatasaray istnieją także inne sekcje sportowe takie jak: lekkoatletyczna, koszykówki, koszykówki na wózkach, siatkówki, piłki wodnej, pływacka, wioślarska, żeglarska, judo, brydżowa oraz sportów motorowych.
W sezonie 2007/2008 zespół Galatasaray wywalczył swoje siedemnaste w historii mistrzostwo Turcji. W 2008 roku ośmiu piłkarzy reprezentowało tę drużynę na Euro 2008. Byli to Turcy Emre Güngör, Mehmet Topal, Ayhan Akman, Emre Aşık, Hakan Balta, Arda Turan, Sabri Sarıoğlu i Servet Çetin, którzy zdobyli brązowy medal oraz Szwed Tobias Linderoth. Galatasaray był jednocześnie trzecim najliczniej reprezentowanym klubem na tym turnieju.

## Historia klubu

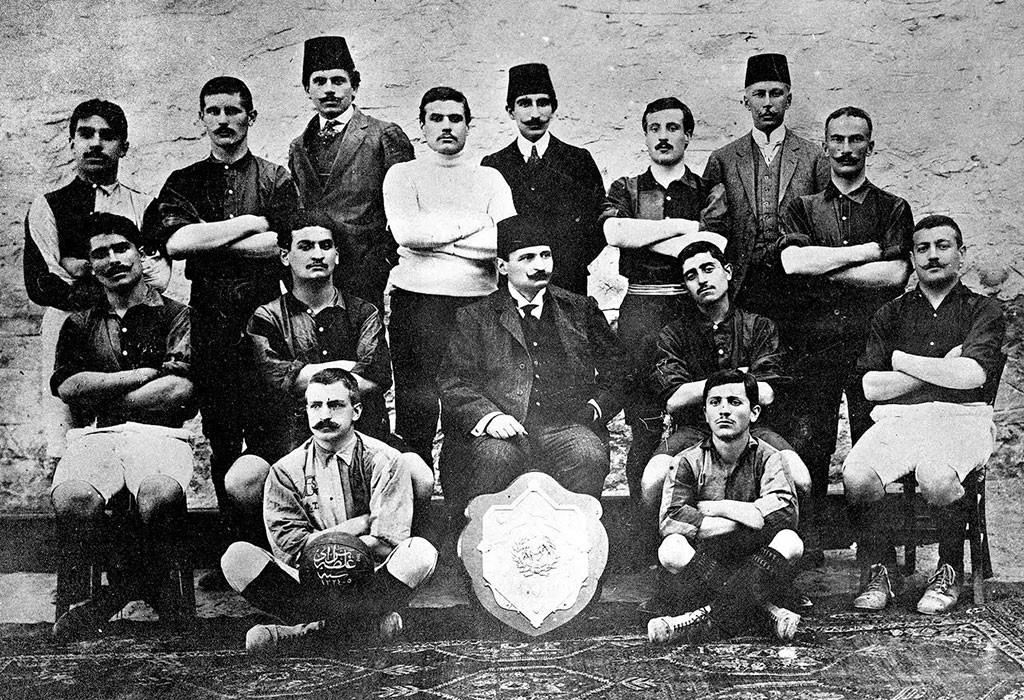
Mistrzowie Stambułu, Galatasaray, 1908. (Pierwszy rząd) Hasan, Fuat, Hamit Hüsnü, Emin Bülent, Asım Tevfik, Ahmet Robenson, Ali Sami, Milo, Adnan. (Drugi rząd) Bekir, Hasan, Tevfik Fikret, Sabri, Mahir, Celal. (Trzeci rząd) İdris, Horace Armitage

Historia klubu Galatasaray sięga ponad 100 lat. Zespół został założony 20 października 1905 jako Galata-Serai Football Club i obecnie jest najbardziej utytułowanym klubem w historii kraju.

### Założenie klubu

Logo klubu używane w latach 20

W październiku 1905 roku uczniowie szkoły Galatasaray Lisesi postanowili założyć klub sportowy o nazwie Galatasaray. Zebraniu przewodniczył Ali Sami Yen, a towarzyszyli mu Asim Tevfik, Emin Bülent, Bekir Sıtkı, Reşat Şirvani, Celal Ibrahim, Tahsin Nihat, Abidin Daver oraz Refik Cevdet. Swój pierwszy mecz piłkarski nowy zespół rozegrał przeciwko jednej z amatorskich drużyn i wygrał 2:0. Początkowo dyskutowano nad nazwą klubu, ale spośród sugestii takich jak Gloria (zwycięstwo) czy Audace (odwaga) zdecydowano się wybrać nazwę Galatasaray, czyli taką samą jak nazwa szkoły.
Nazwę Galatasaray zawdzięcza prawdopodobnie jednemu z pierwszych meczów. W nim pokonał 2:0 klub Rûm, a widzowie nazwali piłkarzy "Galata Sarayı efendileri", co w tłumaczeniu na język polski znaczy "Gentelmeni z Pałacu Galata". Po tym meczu stambulski zespół nazwano "Galata Sarayı". W 1905 roku za czasów panowania imperium osmańskiego nie istniały prawa pozwalające na istnienie zgromadzeń sportowych, toteż Galatasaray nie mógł być zarejestrowany, aż do roku 1912, gdy weszła w życie Ustawa o Stowarzyszeniach.
Pierwszym prezesem klubu został jego główny założyciel Ali Sami Yen, a jego niektórzy współpracownicy Asim Tevfik Sonumut, Reşat Şirvani, Cevdet Kalpakçıoğlu, Abidin Daver oraz Kamil byli jednymi z pierwszych piłkarzy Galatasarayu. Postanowiono, iż oficjalnymi barwami klubu będą kolory czerwony i biały, które miały symbolizować flagę Turcji. Nie istniała jednak jeszcze Republika Turecka, toteż nie zezwolono na posiadanie takich barw, więc ostatecznie kolor biały zamieniono na żółty. Pierwszym trenerem klubu został Bułgar Boris Nikołow, ale w początkowych latach istnienia najczęściej zatrudniano Anglików.

### Futbol półzawodowy

#### Era Alego Samiego Yena
"Naszym celem jest grać tak jak Anglicy, mieć kolor i nazwę oraz wygrywać z drużynami spoza Turcji".

Ali Sami Yen był założycielem, a potem pierwszym prezesem klubu. Funkcję tę pełnił w pierwszych dwóch dekadach XX wieku – w latach 1905–1918. Za czasów Imperium osmańskiego nie istniało wiele drużyn w Turcji, toteż Galatasaray dołączył do istniejącej wówczas Ligi Stambułu, którą tworzyły drużyny z Anglii i Grecji. Po raz pierwszy przystąpił do niej w sezonie 1905/1906, a w sezonie 1907/1908 wywalczył swoje pierwsze w historii mistrzostwo miasta. Tureckie gazety określiły to wydarzenie, jako początek tureckiej piłki nożnej. W 1909 i 1910 roku zespół ponownie okazał się najlepszy w lidze, a w 1911 roku zwyciężył jego odwieczny rywal, zespół Fenerbahçe SK. Do czasu utworzenia Republiki Turcji piłkarze Galatasarayu jeszcze dwukrotnie sięgali po tytuł mistrza Stambułu. W 1911 roku Ali Sami Yen został prezesem związku Türkiye Futbol Birliği.

#### Era republikańska
Gdy w 1923 roku utworzono Republikę Turecką, a futbol w Turcji rozwijał się nadal, Galatasaray jeszcze dziewięciokrotnie zdobywał mistrzostwo Stambułu. Sześciokrotnie wygrywał "Ligę Niedzielną", a trzykrotnie "Ligę Piątkową". Te sukcesy odnosił do 1952 roku, kiedy to utworzono pierwszą profesjonalną, ale nie ogólnokrajową, ligę w Turcji, zwaną "Profesjonalną Ligą Stambułu". Jej rozgrywki toczyły się w latach 1952–1955, a Galatasaray na siedem sezonów trzykrotnie okazał się najlepszy. Zanim futbol w Turcji stał się w pełni profesjonalny, większość rozgrywek była organizowana przez lokalne władze bądź kluby sportowe. Rozgrywki te wielokrotnie często kończyły się przedwcześnie lub nie wyłaniały zwycięzców.
Swoje pierwsze spotkania Galatasaray rozgrywał na kilku różnych stadionach w Stambule. W 1921 roku otwarto pierwszy stadion w tym mieście, zwany Taksim, który mógł pomieścić około 8 tysięcy widzów. Swoje mecze rozgrywali tam także lokalni rywale Galatasarayu, Fenerbahçe SK i Beşiktaş JK. Piłkarze Galatasarayu grali tam do 1940 roku, a historyczny stadion Taksim został zburzony z powodu remontu Placu Taksim, na którym stał. W jego miejsce postanowiono wybudować nowy, jednak wybuch II wojny światowej zweryfikował te plany. W tym okresie zawodnicy korzystali z obiektu o nazwie İnönü. Także i tu swoje mecze rozgrywały trzy największe kluby ze Stambułu, a obecnie jest to domowy obiekt Beşiktaşu.
Najbardziej utytułowanym szkoleniowcem Galatasarayu w latach 50. był Gündüz Kılıç, który trzykrotnie doprowadził zespół do mistrzostwa Stambułu. Był także najdłużej urzędującym trenerem w historii klubu – łącznie przez 8 lat.
Natomiast najlepszym strzelcem zespołu był Metin Oktay. W piłkę grał przez 17 sezonów, a w 11 z nich zostawał królem strzelców ligi. W Galatasaray spędził lata 1955–1969, z krótką przerwą na grę we włoskim US Palermo w sezonie 1961/1962. Nosił przydomek Taçsız Kral(Król bez korony) i był najlepszym strzelcem w historii pojedynków derbowych między Galatasaray i Fenerbahçe (18 goli). Natomiast w meczach z Beşiktaşem zaliczył 13 trafień. W 1959 roku w derbach z tą pierwszą drużyną uderzył piłkę tak mocno, że rozerwała ona siatkę w bramce rywali. Kompleks sportowy i boiska treningowe Galatasaray we Floryi są nazwane jego imieniem.

### Futbol profesjonalny

#### Powstanie profesjonalnej ligi tureckiej w 1959 roku
W 1954 roku powstała Europejska Unia Piłkarska, czyli UEFA, a w pięć lat później utworzono Türkiye Profesyonel 1. Ligi (obecnie zwaną Turkcell Süper Lig, czyli profesjonalną ogólnokrajową piłkarską ligę Turcji. Jednym z jej założycieli była drużyna Galatasaray, która gra w niej nieprzerwanie od 1959 roku. W swoim pierwszym sezonie w tych rozgrywkach Galatasaray prowadzony przez włoskiego trenera Leandra Remondiniego zajął 2. miejsce, a mistrzem Turcji został ich rywal zza miedzy, Fenerbahçe SK. Królem strzelców tamtych rozgrywek został Metin Oktay, który zdobył 11 goli. W dwóch kolejnych sezonach zawodnik ten także zostawał najlepszym strzelcem tureckiej ligi (zdobył odpowiednio 33 i 36 goli w sezonie), a osiągnięcie to powtórzył jeszcze w trzech innych sezonach (1962/1963 – 38 bramek, 1964/1965 – 17 bramek i 1968/1969 – także 17 bramek). Z kolei w 1962 roku Turecki Związek Piłki Nożnej utworzył Puchar Turcji (obecnie zwany od nazwy sponsora Fortis Türkiye Kupası). Galatasaray, podobnie jak w Superlidze, także wystąpił we wszystkich edycjach tych rozgrywek.
Po raz pierwszy w europejskich pucharach zespół Galatasaray wystąpił w sezonie 1956/1957. Do Pucharu Europy zakwalifikował się jeszcze jako mistrz Ligi Stambułu. Przygodę z pucharami Turcy zakończyli już na pierwszej rundzie – odpadli po dwumeczu z rumuńskim Dinamem Bukareszt, przegrywając 1:3 i wygrywając 2:1.
Pierwszy tytuł mistrza kraju zespół Galatasaray wywalczył w sezonie 1961/1962 pod wodzą wspomnianego wcześniej trenera Gündüza Kılıça. Trener ten sięgnął też po pierwszy, bo historyczny Puchar Turcji. W finałowych spotkaniach piłkarze "Cimbom" dwukrotnie pokonali 2:1 rywali z Fenerbahçe.
W latach 60. zawodnicy Galatasarayu jeszcze dwukrotnie sięgnęli po tytuł najlepszych w Turcji, najpierw w sezonie 1962/1963, gdy trenerem był Kılıç, a następnie w sezonie 1968/1969, kiedy piłkarzy szkolił Serb Tomislav Kaloperović. W latach 1964–1966 zespół trzykrotnie zdobywał krajowy puchar. Natomiast w sezonie 1962/1963 osiągnął swój pierwszy większy sukces na arenie międzynarodowej. W pierwszej rundzie Pucharu Europy pokonał rumuńskie Dinamo (1:1, 3:0), by w drugiej okazać się lepszym od zawodników Polonii Bytom (4:1, 0:1). W ćwierćfinale pucharu Turcy zmierzyli się z mistrzem Włoch, Milanem. W pierwszym meczu na własnym stadionie Galatasaray uległ 1:3, a w rewanżu na San Siro aż 0:5 i pożegnał się z europejskimi pucharami, a Milan dotarł aż do finału, w którym wygrał 2:1 z portugalską Benficą.
W sezonie 1969/1970 pod wodzą Kaloperovicia Galatasaray znów dotarł do ćwierćfinału najważniejszego europejskiego pucharu. W drodze do 1/4 finału eliminował kolejno irlandzki Waterford United (2:0, 3:2) i czechosłowacki Spartak Trnava (0:1, 1:0) po rzucie monetą. W trzeciej rundzie nie sprostał jednak Legii Warszawa remisując 1:1 i przegrywając 0:2. Lata 70. były dla tureckiego klubu równie obfite w sukcesy jak lata 70. Zespół trzykrotnie z rzędu sięgał po tytuł mistrza kraju. Najpierw w sezonie 1970/1971 dokonał tego pod wodzą Coşkun Özarı, a następnie w 1972 i 1973 roku – angielskiego szkoleniowca Briana Bircha. Potem jednak aż do zakończenia dekady mistrzem kraju naprzemiennie zostały zespoły Fenerbahçe i Trabzonsporu. W 1973 i 1976 roku "Cimbom" zdobywał kolejne krajowe puchary.

#### Era Derwalla i Denizliego: 1984-1992
Na początku lat 80. piłkarze Galatasaray nie potrafili nawiązać do poprzedniej dekady i przez pierwsze cztery lata nie wywalczyli żadnego tytułu mistrza kraju, ani nie zostali wicemistrzem Turcji. Jedynym sukcesem w tym okresie było zdobycie Pucharu Turcji w 1982 roku, dzięki wygraniu finałowego dwumeczu ze stołecznym MKE Ankaragücü.
W 1984 roku po zwolnieniu serbskiego szkoleniowca Tomislava Ivicia niespodziewanie zatrudniono Niemca Juppa Derwalla, byłego selekcjonera reprezentacji RFN, którą doprowadził do mistrzostwa Europy w 1980 i wicemistrzostwa Świata w 1982. Zdziwienie ludzi związanych z piłką było tym większe, gdyż Derwall odrzucił oferty klubów z Bundesligi i przeniósł się do Turcji, pomimo faktu, że w kraju tym futbol nie stał na wysokim poziomie, a kluby piłkarskie nie osiągały większych sukcesów w europejskich pucharach. Derwall wprowadził zachodnioeuropejskie metody treningów i idee taktyczne do zespołu. W 1985 roku sięgnął z Galatasarayem po swój jedyny Puchar Turcji, a w 1987 roku doprowadził "Cimbom" do tytułu mistrzowskiego, pierwszego od 14 lat. W tym samym sezonie klub Galatasaray wywalczył piętnaście różnych tytułów mistrza kraju w piętnastu różnych dyscyplinach, co jest rekordem Turcji.
W 1987 roku Derwall zrezygnował z prowadzenia zespołu ze Stambułu. Pomimo spekulacji dotyczących objęcia posady selekcjonera reprezentacji Turcji, odszedł na sportową emeryturę. Trenerem Galatasarayu został wówczas jego asystent, Mustafa Denizli, były gracz tego klubu. Kontynuował passę sukcesów swojego niemieckiego poprzednika i już w 1988 roku doprowadził klub do kolejnego tytułu mistrzowskiego. Zawodnik "Cimbom" Tanju Çolak został królem strzelców i dzięki 39 zdobytym golom pobił rekord strzelecki wszech czasów tureckiej ligi. Natomiast w sezonie 1988/1989 osiągnął z zespołem największy sukces w historii występów klubu w Pucharze Mistrzów. W pierwszej rundzie tego pucharu Turcy wyeliminowali austriacki Rapid Wiedeń (1:2, 2:0). Następnie kolejno odpadały takie drużyny jak szwajcarski Neuchâtel Xamax (0:3, 5:0) oraz francuskie AS Monaco (1:0 na Stade Louis II i 1:1 na Ali Sami Yen). W półfinale Galatasaray nie sprostał jednak Rumunom ze Steauy Bukareszt, przegrywając w Bukareszcie aż 0:4, a u siebie tylko remisując 1:1. W lidze stambulski zespół nie obronił tytułu mistrza kraju i był dopiero trzeci w lidze, a Denizli przestał być szkoleniowcem tego klubu.
Rozbrat Denizlego z Galatasarayem trwał tylko jeden sezon. Po nieudanym sezonie 1989/1990 zwolniono dotychczasowego szkoleniowca Niemca Sigfrieda Helda i Mustafa ponownie objął drużynę. Przez dwa lata nie wywalczył jednak tytułu mistrzowskiego, a jego jedyne sukcesy w tym okresie to wicemistrzostwo i Puchar Turcji w 1991 roku oraz ćwierćfinał Pucharu Zdobywców Pucharów w 1992 roku. Po sezonie Denizli odszedł ze stanowiska.

#### Era Alpa Yalmana: 1990-1996
W 1990 roku nowym prezesem klubu Galatasaray został Alp Yalman. Funkcję tę sprawował przez 6 lat. Po zwolnieniu Denizliego zatrudnił on trzech niemieckich szkoleniowców. Pierwszy z nich Karl-Heinz Feldkamp był trenerem klubu tylko przez jeden sezon (1992/1993), ale zdołał wywalczyć dla Galatasarayu dublet – pierwszy od pięciu lat tytuł mistrzowski oraz Puchar Turcji. Na jego miejsce zatrudniono Reinera Hollmanna, który dorównał swojemu poprzednikowi zdobywając mistrzostwo Turcji. W powstałej rok wcześniej Lidze Mistrzów dotarł z Galatasaray do fazy grupowej po drodze eliminując irlandzki Cork City (2:1, 1:0), a także zdobywcę Pucharu Europy z 1968 roku, angielski Manchester United. Latem 1994 Hollmanna zastąpił Reinhard Saftig, ale zajął z "Cimbom" 3. miejsce w lidze nie broniąc tym samym tytułu mistrzowskiego wywalczonego przez swojego rodaka rok wcześniej. W końcowej erze Yalmana drużynę prowadzili Müfit Erkasap oraz Szkot Graeme Souness, który zdobył Puchar Turcji.

#### Era Terima i Sürena: 1996-2001

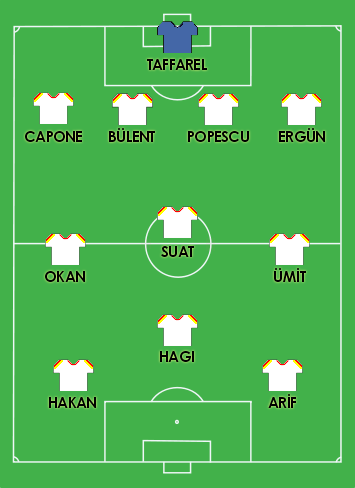
Jedenastka, która wystąpiła w finale Pucharu UEFA z Arsenalem, 17 maja 2000 roku

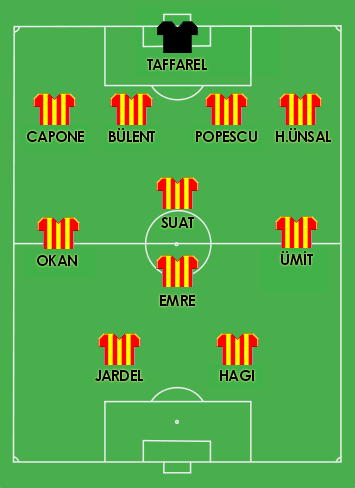
Jedenastka, która wystąpiła w Superpucharze Europy z Realem Madryt, 25 sierpnia 2000

W 1996 roku skończyła się era prezesa Yalmana, a zaczęła nowa – Faruka Sürena. Jednym z pierwszych posunięć nowego zarządcy klubu było zatrudnienie byłego kapitana Galatasaray, jednego z najlepszych strzelców klubu i 51-krotnego byłego reprezentanta kraju, Fatiha Terima. Do klubu ściągnięto również reprezentantów Rumunii Gheorghe Hagiego, Adriana Ilie i Iuliana Filipescu. Już w pierwszym sezonie spędzonym na Ali Sami Yen Terim wywalczył mistrzostwo Turcji (8 punktów przewagi nad Beşiktaşem JK), a najlepszy strzelec w historii ligi tureckiej Hakan Şükür z 38 golami został królem strzelców ligi. Rok później zespół znów nie miał sobie równych w lidze, tak jak Şükür, który tym razem uzyskał 33 trafienia. W kolejnych dwóch sezonach Galatasaray z Terimem wywalczył kolejne dwa mistrzostwa kraju, a w latach 1999 i 2000 do tych sukcesów dołożył dwa Puchary Turcji. W sezonie 1998/1999 Şükür trzeci raz z rzędu był najlepszym strzelcem Superligi – zdobył 18 bramek.

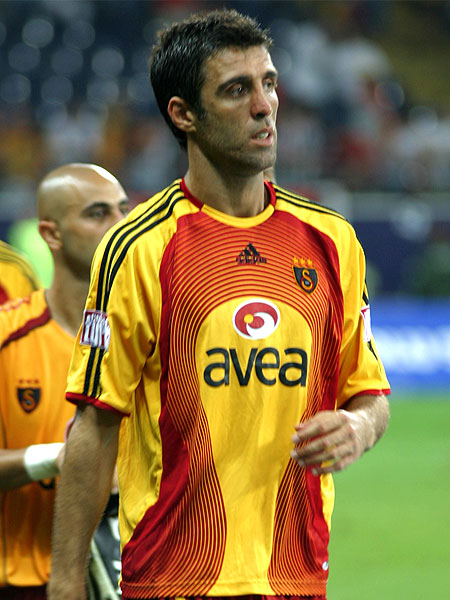
Hakan Şükür, trzykrotny król strzelców ligi tureckiej w barwach Galatasarayu

Największy sukces w historii europejskich pucharów Terim wywalczył z Galatasaray w sezonie 1999/2000. Przygodę z pucharami zespół rozpoczął od zakwalifikowania się do rozgrywek Ligi Mistrzów, jednak w fazie grupowej zajął dopiero trzecią pozycję za angielskim Chelsea F.C. oraz niemiecką Herthą BSC Berlin, ale za to przed kilkukrotnym zdobywcą pucharu, Milanem. Dzięki trzeciemu miejscu w grupie Galatasaray kontynuował grę w Pucharze UEFA i w trzeciej rundzie natrafił na włoską Bolognę. Dzięki remisowi 1:1 we Włoszech i zwycięstwu 2:1 u siebie Galatasaray przeszedł dalej. W czwartej rundzie uporał się z Borussią Dortmund (2:0, 0:0), a w ćwierćfinałowych spotkaniach dwukrotnie pokonał hiszpański RCD Mallorca, na wyjeździe 4:1 i u siebie 2:1. W półfinałowych spotkaniach natrafił na Leeds United. Mecz w Stambule "Pawie" przegrały 0:2, ale na spotkanie ponurym cieniem położyła się śmierć dwóch kibiców Leeds, Christophera Loftusa i Kevina Speighta, którzy zostali zaatakowani nożami przez kibiców tureckich jeszcze przed meczem. W rewanżu na Elland Road Galatasaray zremisował 2:2 i awansował jako pierwszy turecki klub do finału europejskiego pucharu, w którym miał zmierzyć się z Arsenalem.
W finale na stadionie Parken w Kopenhadze przez 90 minut utrzymywał się bezbramkowy remis, a następne sytuacja ta utrzymała się także przez kolejne 30 minut dogrywki. Doszło do serii rzutów karnych. W pierwszej serii trafił Ergün Penbe, ale pomylił się Chorwat Davor Šuker. W kolejnych seriach swoje gole zdobywali Hakan Şükür, Ray Parlour, Ümit Davala, ale w trzeciej nie trafił Patrick Vieira. Po celnym strzale Gheorghe Popescu Galatasaray stał się pierwszym tureckim zdobywcą europejskiego pucharu, a fani tureccy świętowali sukces przez całą noc.
FINAŁ PUCHARU UEFA
17 maja 2000, Parken, Kopenhaga:  Galatasaray SK –  Arsenal F.C. 0:0 karne 4:1  karne: Ergün Penbe, Davor Šuker (nie trafił), Hakan Şükür, Ray Parlour, Ümit Davala, Patrick Vieira (nie trafił), Gheorghe Popescu)
Galatasaray: Claudio Taffarel – Capone, Gheorghe Popescu, Bülent Korkmaz, Ergün Penbe – Okan Buruk ('82 Hakan Ünsal), Suat Kaya ('95 Ahmet Yıldırım), Ümit Davala – Gheorghe Hagi, Arif Erdem, Hakan Şükür. Trener: Fatih Terim.
Arsenal: David Seaman – Lee Dixon, Martin Keown, Tony Adams, Sylvinho – Ray Parlour, Patrick Vieira, Emmanuel Petit, Marc Overmars ('115 Davor Šuker) – Dennis Bergkamp ('97 Nwankwo Kanu), Thierry Henry. Trener: Arsène Wenger.
Widzów: 38 919. Sędziował: Antonio López Nieto (Hiszpania)
25 sierpnia tego samego roku Galatasaray, już pod wodzą nowego trenera Mircei Lucescu, miał podejmować zdobywcę Pucharu Mistrzów Real Madryt w Superpucharze Europy. Mecz odbył się na Stade Louis II z okazji rozlosowania grup Ligi Mistrzów na sezon 2000/2001. W 41. minucie rzut karny wykorzystał Brazylijczyk Mario Jardel, ale w 79. minucie austriacki sędzia Günter Benkö podyktował jedenastkę Realowi, którą na bramkę zamienił Raúl González. W dogrywce gola zdobył Jardel i Galatasaray sięgnęło po swoje drugie w 2000 roku europejskie trofeum.
FINAŁ SUPERPUCHARU EUROPY
25 sierpnia 2000, Stade Louis II, Monako:  Galatasaray SK –  Real Madryt 2:1  '41 Mario Jardel (karny), '103 – '79 Raúl González (karny)
Galatasaray: Claudio Taffarel – Capone ('84 Fatih Akyel), Gheorghe Popescu, Bülent Korkmaz, Hakan Ünsal – Okan Buruk ('81 Hasan Şaş), Suat Kaya, Emre Belözoğlu, Ümit Davala – Gheorghe Hagi ('72 Bülent Akin), Mario Jardel. Trener: Mircea Lucescu.
Real Madryt: Iker Casillas – Geremi, Ivan Campo ('66 Flávio Conceição), Iván Helguera, Roberto Carlos – Albert Celades ('99 Michel Salgado), Claude Makélélé, Luís Figo, Guti ('53 Pedro Munitis) – Sávio, Raúl González. Trener: Vicente del Bosque.
Widzów: 12 000. Sędziował: Günter Benkö (Austria)
Za kadencji Sürena Galatasaray nie zdobył już więcej trofeów, a Mircea Lucescu w sezonie 2000/2001 został z nim wicemistrzem kraju. Latem 2001 Süren przestał być prezesem stambulskiego klubu.

#### Era prezesa Canaydına: 2002-2008
Po odejściu Sürena nowym prezesem Galatasarayu wybrano Meheta Cansuna, Już na początku XXI wieku z klubem pożegnali się starsi zawodnicy, współtwórcy sukcesów w europejskich pucharach, tacy jak: brazylijski bramkarz Claudio Taffarel, Rumun Gheorghe Hagi, który zakończył karierę, Hakan Ünsal (odszedł do Blackburn Rovers), Okan Buruk, Emre Belözoğlu (obaj odeszli do Interu Mediolan), Ümit Davala (odszedł do AC Milan), Mario Jardel (wrócił do Portugalii) czy kolejny Rumun Gheorghe Popescu (transfer do US Lecce). Ich miejsce zajęli młodsi zawodnicy, którzy pod wodzą Rumuna Mircei Lucescu wywalczyli dla Galatasaray czternasty w historii tytuł mistrzowski. Już latem 2002 roku funkcję prezesa objął Özhan Canaydın. Mircea Lucescu przestał być szkoleniowcem zespołu, a jego miejsce zajął Fatih Terim. Pod jego wodzą zespół nie osiągnął większych sukcesów, a sezon 2003/2004 zakończył dopiero na 6. pozycji plasując się w tabeli nie tylko za odwiecznymi rywalami Fenerbahçe SK i Beşiktaşem JK, ale także mniej utytułowanymi Gençlerbirliği SK, Gaziantepsporem i Malatyasporem.

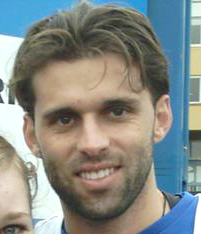
Lincoln, jedna z byłych gwiazd zespołu Galatasaray

W 2004 roku trenerem klubu została była gwiazda Gheorghe Hagi. Zespół, przez to, że był w poprzednim był szósty w lidze, nie wystąpił w europejskich pucharach. Rumun w drużynie "Cimbom" pracował rok. Zajął trzecią pozycję w Superlidze i doprowadził klub do zdobycia Pucharu Turcji. Latem 2005 Canaydın na stanowisku pierwszego trenera zatrudnił Belga Erica Geretsa, który poprzednio pracował w niemieckim VfL Wolfsburg. Gerets odzyskał dla Galatasaray tytuł mistrzowski po czterech latach, ale w Pucharze UEFA odpadł już po pierwszej rundzie, gdy Turcy przegrali dwumecz z norweskim Tromsø IL (0:1, 1:1). W sezonie 2006/2007 Galatasaray nie obronił tytułu mistrzowskiego, a Gerets odszedł po jego zakończeniu.
Na początku sezonu 2007/2008 zatrudniono Cevata Gülera oraz sprowadzono m.in. Shabaniego Nonde oraz Lincolna. Zespół prowadzony przez Gülera dotarł do 3. rundy Pucharu UEFA, a także zdobył kolejne w historii mistrzostwo kraju. Latem 2008 era prezesa Canaydına dobiegła końca. Nowym właścicielem klubu został Adnan Polat, który w latach 1992–1996 pełnił funkcję wiceprezesa klubu za kadencji prezesa Alpa Yalmana. Jednym z pierwszych posunięć nowego zarządcy było zatrudnienie nowego trenera, Niemca Michaela Skibbe z Bayeru 04 Leverkusen.
Za kadencji Canaydına dokonano większej komercjalizacji i pogłębienia stosunków z fanami klubu poprzez utworzenie takich projektów jak Galatasaray Store, czyli sklep z gadżetami, kanał telewizyjny Galatasaray TV czy czasopismo Galatasaray Magazine. Jednak najważniejszy posunięciem stało się rozpoczęcie budowy nowego stadionu Aslantepe ArenA, który w 2009 roku ma zastąpić stary Ali Sami Yen.
W lutym 2009 roku zwolniono Skibbe i nowym trenerem klubu został Bülent Korkmaz. Doprowadził on do zajęcia w sezonie 2008/2009 czwartego miejsca w lidze. W Pucharze UEFA Galatasaray dotarł do 1/8 finału, w której przegrało z Hamburger SV. W czerwcu nowym szkoleniowcem klubu został Frank Rijkaard. Za panowania Holendra do klubu przybyli m.in. Elano, Giovani dos Santos oraz Emiliano Insúa.

### Era Ünala Aysala. Ponowne sukcesy na arenach międzynarodowych

#### Powrót trenera Fatiha Terima: 2011–2013

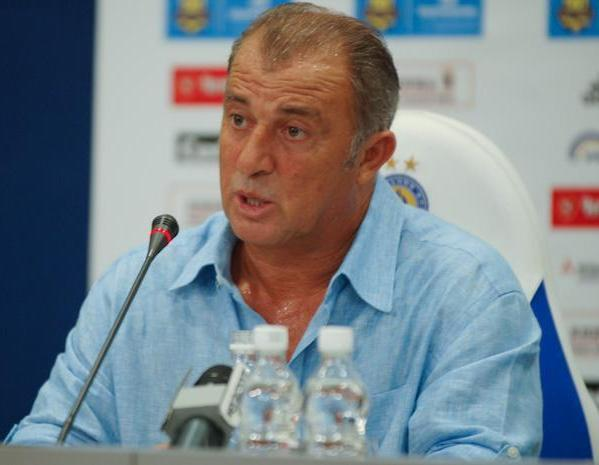
Fatih Terim – trzykrotny szkoleniowiec zespołu.

20 października 2010 roku Galatarasay rozwiązało za porozumieniem stron umowę z Holendrem. Przez krótki okres zespół prowadził rumuński szkoleniowiec Gheorghe Hagi. W 2011 roku nowym prezesem klubu został milioner Ünal Aysal (zwyciężając największą w historii klubu liczbą głosów). Sprowadził on ponownie do klubu Fatiha Terima oraz powiększył znacznie budżet zespołu. Pod wodzą nowego trenera klub dokonał wielu transferów. Do zespołu przybyli m.in.: Emmanuel Eboué, Johan Elmander, Fernando Muslera, Felipe Melo, Tomáš Ujfaluši, Engin Baytar, Albert Riera oraz Selçuk İnan. Natomiast z zespołem rozstał się Arda Turan. Klub zakończył sezon na pierwszym miejscu w lidze z dorobkiem 77 punktów, co dało mu szansę na grę w Lidze Mistrzów.

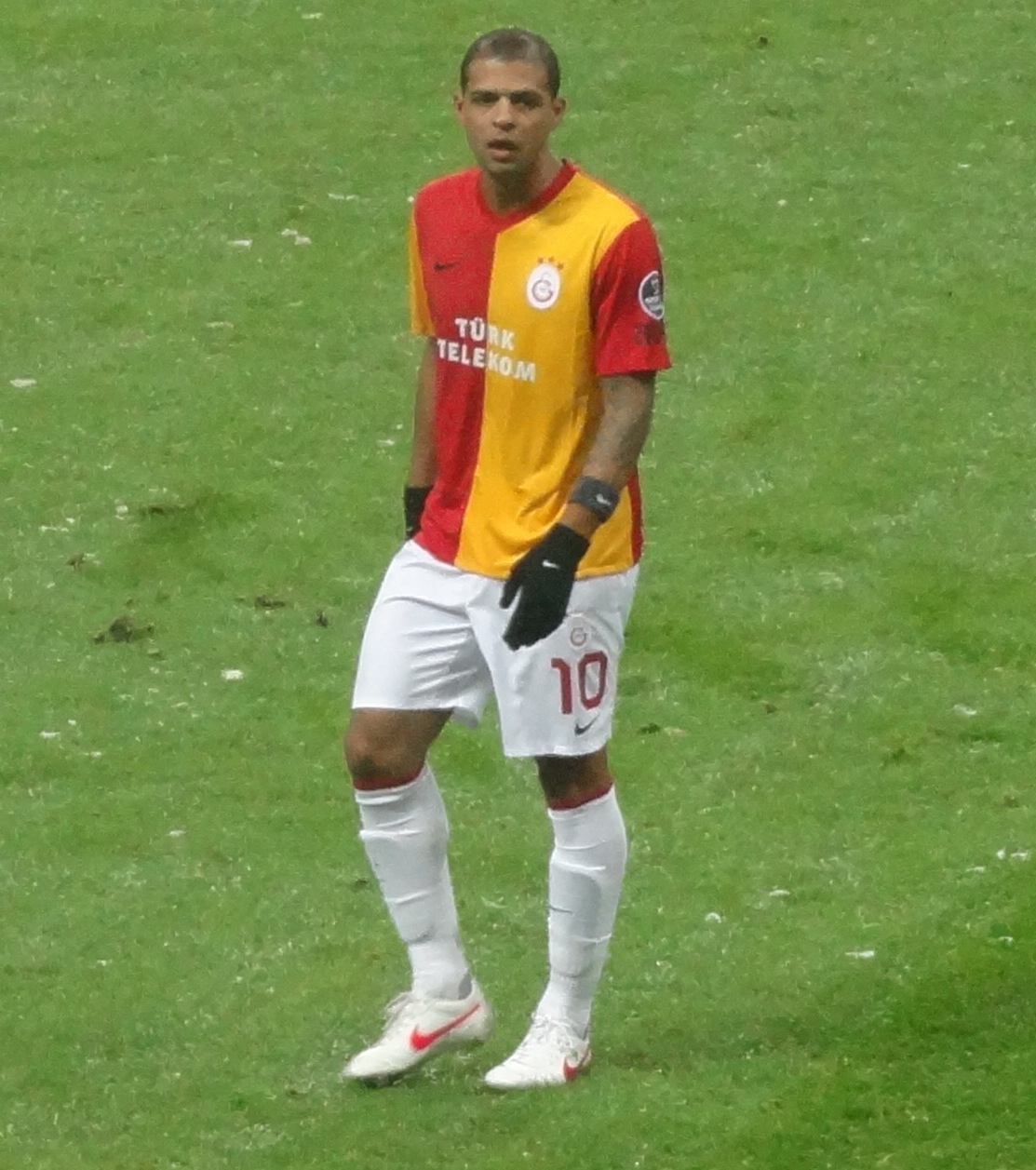
Jeden z pierwszych transferów w sezonie 2011/12 – Felipe Melo.

W letnim okienku transferowym poprzedzającym sezon 2012/13 klub pozyskał Hamita Altintopa, Danego Nounkeu, Buraka Yılmaza, Umuta Buluta oraz Nordina Amrabata. Dodatkowo zimą tego samego roku zespół zasiliły dwie gwiazdy Didier Drogba oraz Wesley Sneijder. Tak wzmocniony zespół bez problemu zdobył mistrzostwo Turcji. W Lidze Mistrzów "Galata" została ulokowana w grupie H, gdzie znajdowały się takie kluby jak: Manchester United, SC Braga oraz CFR Cluj. Podopieczni trenera Fatiha Terima zajęli drugie miejsce w grupie i awansowali do 1/8 finału. Tam zespół Cimbom zmierzył się z Schalke 04 Gelsenkirchen, pokonując niemiecki klub 4:3. W ćwierćfinale przeciwnikiem drużyny był hiszpański Real Madryt prowadzony przez José Mourinho. Pierwszy mecz na Estadio Santiago Bernabéu zakończył się porażką 0:3. Zaś w meczu na Türk Telekom Arena po zaciętym boju ostatecznie zespół uległ 2:3. Bramki dla Galatasaray zdobyli Didier Drogba oraz Wesley Sneijder. Najwięcej goli w Lidze Mistrzów strzelił Burak Yılmaz, który wpisał się na listę strzelców osiem razy, co dało mu trzecie miejsce.
W sezonie 2013/14 klub wykupił z wypożyczeń dwóch zawodników, mianowicie chodzi tu o Felipe Melo, który do tej pory był graczem Juverntusu Turyn oraz Umutu Buluta, który reprezentował barwy Toulouse FC. Ponadto zespół zakupił kameruńskiego obrońcę Auréliena Chedjou. W sierpniu 2013 roku zespół Galatasaray wziął udział w Emirates Cup, w którym oprócz tureckiej drużyny wzięły udział takie kluby jak: Arsenal F.C., FC Porto oraz SSC Napoli. Pierwszy mecz turnieju "Galata" rozegrała przeciwko FC Porto. Spotkanie zakończyło się wygraną 1:0, a gola dla zespołu zdobył z rzutu karnego Brazylijczyk Felipe Melo. Kolejnym rywalem był gospodarz turnieju Arsenal F.C. Mimo że do przerwy utrzymywał się wynik 0:1, to ostatecznie spotkanie zakończyło się wygraną "Cimbom" 2:1. Oba gole zdobył Didier Drogba. Dzięki kolejnemu zwycięstwu Galatasaray SK wygrało Emirates Cup.
17 września 2013 roku Galatasaray na własnym stadionie uległo 1:6 Realowi Madryt. Dzień później klub rozwiązał kontrakt z tureckim trenerem.

#### Przybycie Roberto Manciniego: 2013-2014

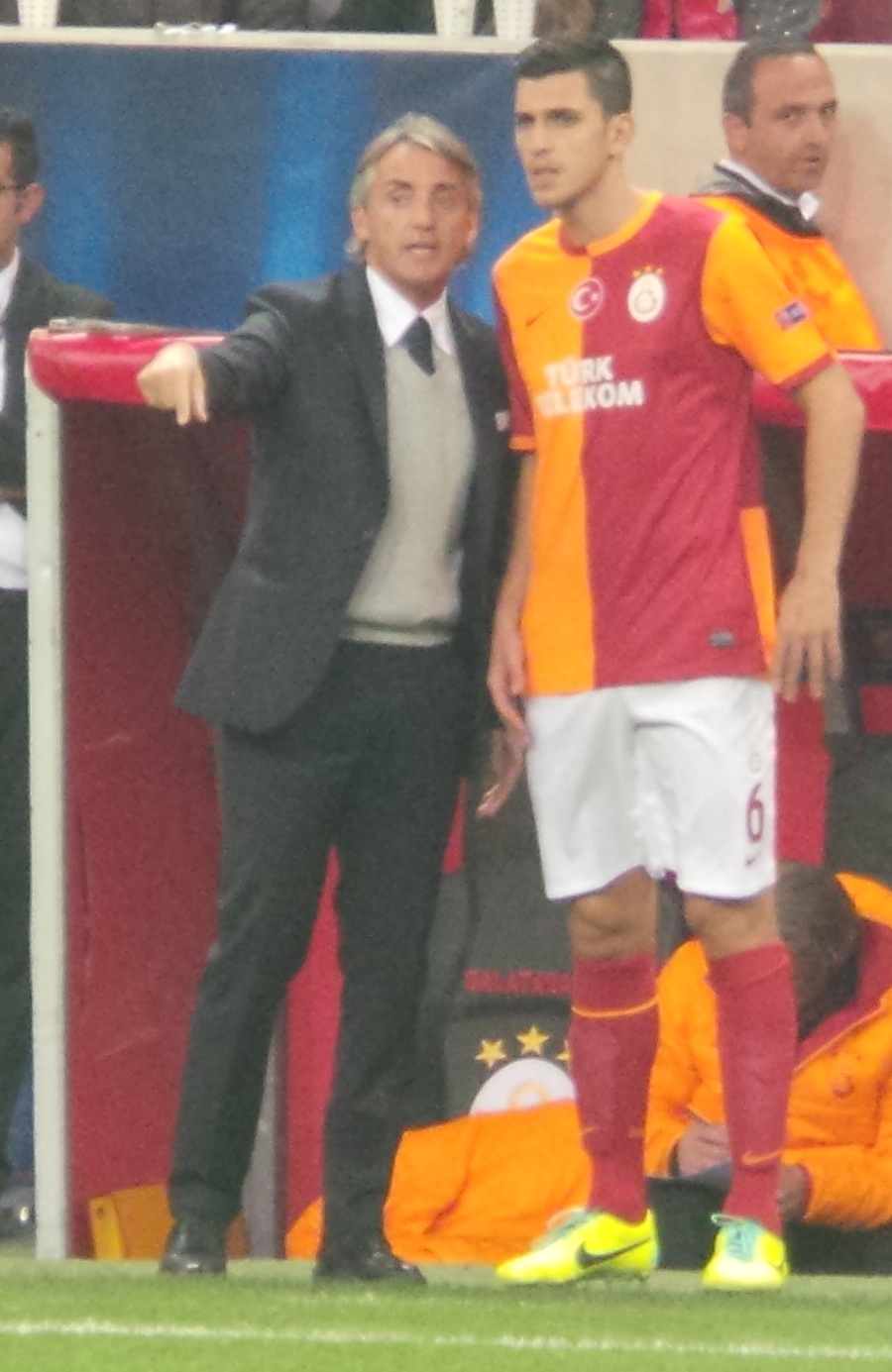
Szkoleniowiec drużyny w latach 2013/14 Roberto Mancini wraz z Ceyhunem Gülselamem.

Tymczasowym następcą Terima został Didier Drogba, który miał pełnić funkcję grającego trenera. Kilka dni później ogłoszono następcę Turka. Został nim Włoch Roberto Mancini. Wraz z nim sztab trenerski zasilili Attilio Lombardo oraz Fausto Salsano. Zespół pod wodzą Manciniego zajął drugie miejsce w fazie grupowej Ligi Mistrzów i awansował do 1/8 finału. "Galata" wyeliminowała Juventus F.C., który musiał zadowolić się grą w Lidze Europejskiej. Niestety zespół nie cieszył się tym zbyt długo, ponieważ odpadł już w 1/8 finału ulegając 1:3 angielskiej Chelsea. Mancini serią zwycięstw pomógł zespołowi wrócić na szczyt tabeli Süper Lig. W zimowym okienku transferowym Mancini zarządził poważne zmiany kadrowe. Odmłodził klub pozyskując kilku nowych graczy takich jak: Koray Günter, Alex Telles czy Izet Hajrović, zaś wypożyczył wiele doświadczonych zawodników, którzy do tej pory odgrywali znaczącą rolę w zespole. Między innymi Dany Nounkeu, Johan Elmander, Nordin Amrabat oraz Engin Baytar musieli opuścić na rok turecki klub. Pod wodzą Manciniego "Galata" zdobyła Puchar Turcji oraz wywalczyła wicemistrzostwo kraju. Mimo tego 11 czerwca 2014 roku Włoch został zwolniony. Władze klubu nie podały przyczyny zakończenia współpracy.

#### Sprowadzenie Cesara Prandelliego: 2014
Po nieudanej przygodzie Manciniego, na stanowisku szkoleniowca zespołu zastąpił go jego rodak Cesare Prandelli, który podał się do dymisji po tym jak reprezentacja Włoch nie wyszła z grupy podczas Mundialu w Brazylii. Włoski menadżer podpisał dwuletni kontrakt. Latem z zespołem pożegnał się Didier Drogba, który nie przedłużył wygasającego kontraktu i na zasadzie wolnego transferu powrócił do Chelsea. Oprócz afrykańskiego napastnik barwy klubowe zmienili także Johan Elmander, Ceyhun Gülselam oraz nabytek Manciniego Izet Hajrović. Przed końcem okienka transferowego klub zasilili dwaj zawodnicy SSC Napoli. Mowa o Goranie Pandewie oraz Blerimie Džemailim. 28 listopada 2014 roku Prandelli został zwolniony. Włoch został mocno skrytykowany za ustawianie drużyny w systemie 3-5-2 oraz bardzo defensywny styl gry.

#### Koniec ery Włochów: 2014-
Po dwóch nieudanych przygodach z włoskimi szkoleniowcami zarząd tureckiego klubu postanowił zatrudnić Hamze Hamzaoğlu podpisując z Turkiem kontrakt do końca sezonu. Były piłkarz reprezentował barwy Galatasarayu w latach 1991-95. Pod wodzą nowego trenera klubowi udało się zdobyć 20. mistrzostwo kraju i czwartą gwiazdkę na herb drużyny.

## Sukcesy
- Superliga:

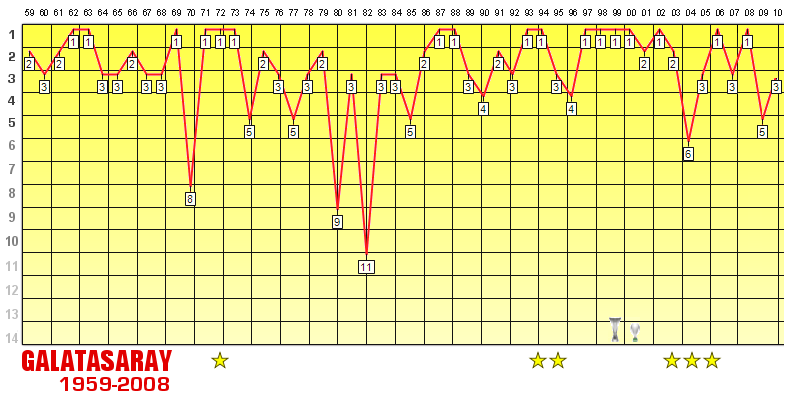
Pozycje, które zajmował Galatasaray w lidze od 1959 roku.

  - mistrzostwo (25x): 1961/62, 1962/63, 1967/69, 1970/71, 1971/72, 1972/73, 1986/87, 1987/88, 1992/93, 1993/94, 1996/97, 1997/98, 1998/99, 1999/00, 2001/02, 2005/06, 2007/08, 2011/12, 2012/13, 2014/15, 2017/2018, 2018/19, 2022/23, 2023/24, 2024/25
  - wicemistrzostwo (11x): 1959, 1960/61, 1965/66, 1974/75, 1978/79, 1985/86, 1990/91, 2000/01, 2002/03, 2013/14, 2020/21
- Puchar Turcji:
  - zwycięstwo (19x): 1963, 1964, 1965, 1966, 1973, 1976, 1982, 1985, 1991, 1993, 1996, 1999, 2000, 2005, 2014, 2015, 2016, 2019, 2025
- Superpuchar Turcji:
  - zwycięstwo (17x): 1966, 1969, 1972, 1982, 1987, 1988, 1991, 1993, 1996, 1997, 2008, 2012, 2013, 2015, 2016, 2019, 2023
- Puchar Kanclerza:
  - zwycięstwo (5x): 1975, 1979, 1986, 1990, 1995
- Puchar TSYD:
  - zwycięstwo (12x): 1963, 1966, 1967, 1970, 1977, 1981, 1987, 1991, 1992, 1997, 1998, 1999
- Puchar UEFA:
  - zwycięstwo (1x): 1999/2000
- Superpuchar Europy:
  - zwycięstwo (1x): 2000
- Millenium Puchar FIFA:
  - zwycięstwo (1x): 2000

## Stadion

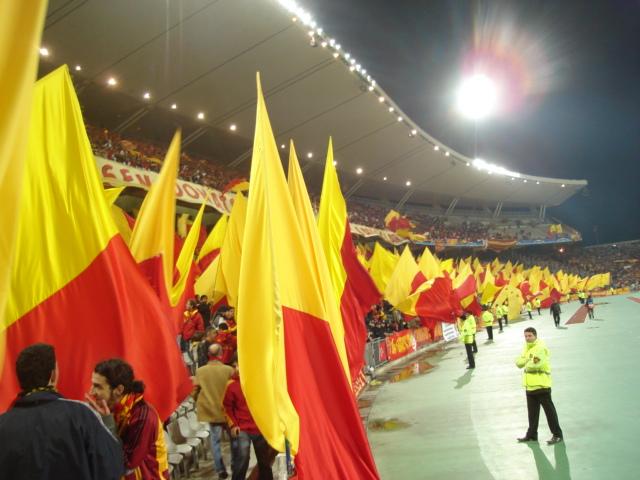
Jeden z meczów Ligi Mistrzów, na który przybyło około 70 tysięcy widzów

### Ali Sami Yen
Początkowo piłkarze Galatasaray występowali na różnych boiskach, gdyż w Stambule nie istniały stadiony piłkarskie. W 1921 roku otwarto pierwszy z nich, Taksim. Zawodnicy grali tam do 1940 roku i wtedy też Taksim został zburzony, a władze klubu zdecydowały o budowie nowego obiektu. Jednak z powodu wybuchu II wojny światowej plany przesunęły się blisko o dwie dekady, a w tym okresie piłkarze grali na stadionie İnönü.
20 grudnia 1964 roku meczem reprezentacji Turcji z Bułgarią otwarto Stadion Ali Sami Yen. Jego nazwa wzięła się od założyciela i pierwszego prezesa Galatasarayu, Alego Samiego Yena. Obiekt jest położony w centralnej części Stambułu – Mecidiyeköy. W 1964 roku obiekt liczył 35 tysięcy widzów. Obecnie z powodu udogodnień w bezpieczeństwie i posiadania tylko miejsc siedzących, obiekt ten może pomieścić 21 100 widzów.
W 2002 roku, kiedy wybudowano Atatürk Olimpiyat Stadyumu dla kandydatury Stambułu do organizowania letnich igrzysk olimpijskich, piłkarze Galatasarayu zaczęli tam rozgrywać mecze w europejskich pucharach. W spotkaniu Galatasarayu z Olympiakosem pobito turecki rekord – na trybunach zasiadło wówczas 82 tysiące widzów.
Hymn stadionowy
Od 1998 roku po każdym zdobytym golu przez piłkarza Galatasarayu na stadionie rozbrzmiewa ostatnia zwrotka piosenki I Will Survive wykonywanej przez Hermes House Band. Pomimo że utwór jest w języku angielskim, to część stadionowa nie posiada tekstu, jedynie słowa "la la la la".

### Türk Telekom Arena

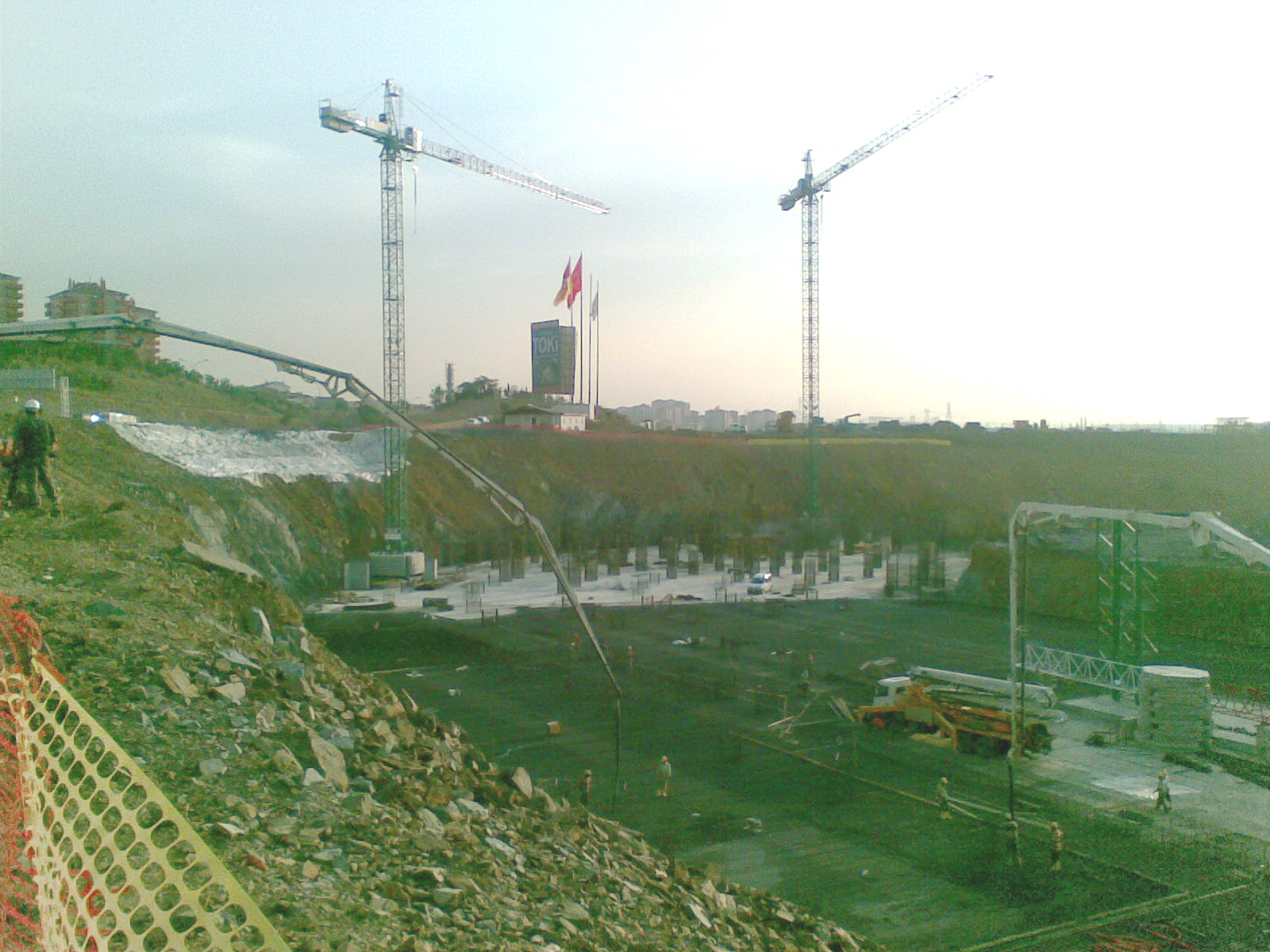
Budowa nowego obiektu Türk Telekom Arena

Od kilku lat mówiło się o zniszczeniu Ali Sami Yen i wybudowaniu na jego miejscu nowego, jednak inwestycja taka okazała się niemożliwa z powodu małego miejsca w rejonie starego obiektu. Jednak w styczniu 2011 roku drużyna Galatasarayu będzie miała nowy stadion Türk Telekom Arena, położony w dzielnicy Seyrantepe, niedaleko centrum finansowego Maslak.
Wieloużytkowy obiekt będzie posiadał rozsuwany dach, a jego pojemność ma wynosić 52,5 tysiąca widzów. Całość inwestycji ma kosztować 190 milionów euro. Infrastruktura wokół stadionu ma zawierać parking na 7 tysięcy samochodów oraz 150 sklepów z gadżetami, restauracji i kiosków oraz muzeum klubu Galatasaray.

## Kibice i rywale

### ultrAslan
Wśród kibiców Galatasarayu było wiele różnych grup, ale w 2001 roku zjednoczono je i przyjęto jedną nazwę ultrAslan. Obecnie jest największą grupą kibiców w kraju. Nazwa ultrAslan wzięła się od słowa ultras oraz tureckiego słowa Aslan, czyli lwa. UltrAslan w przeciwieństwie do innych grup kibiców jest apolityczna. Symbolem kibiców jest lew, specjalnie zaprojektowany dla nich, a na flagach i szalikach zawsze używana jest ta sama czcionka. Od 2003 roku logo ultrAslan posiada prawa autorskie i jest znakiem towarowym.
Fani Galatasarayu mieszkają także w innych miastach i także są podzieleni na mniejsze frakcje ultrAslan. Istnieje także frakcja ultrAslan-UNI zrzeszająca studentów tureckich uniwersytetów, a także ultrAslan-BH – zrzeszająca młodzież. Z kolei do utworzonej w 2004 roku ultrAslan-EUROPE należą kibice "Cimbom" z całej Europy, a istnieją także uA-Asia, uA-Africa i uA-Australia.

### Derby Stambułu
Największymi rywalami klubu Galatasaray są inne zespoły ze Stambułu, Beşiktaş JK i Fenerbahçe SK. Kibice tych trzech klubów już kilka tygodni wcześniej przygotowują się do derbów, a często dochodzi do ekscesów na trybunach i poza stadionami zarówno przed jak i po meczach tych drużyn. Swego czasu dochodziło także do awantur pod kasami biletowymi. Od tego czasu bilety na derby Stambułu można zakupić jedynie przez Internet bądź sms.
Samo miasto Stambuł jest podzielone na dzielnice, w których mieszkają sympatycy trzech klubów. Fani tych zespołów mają swoje bary, w których oglądają mecze. Kibice "Cimbom" najczęściej zbierają się w  lokalu o nazwie Galatasaraylilar Dernegi.
W Turcji każda znana osoba publiczna określa komu kibicuje. Wśród najbardziej znanych fanów Galatasarayu są polityk Mehmed Agar, showman Ali Kirca oraz wokalista Coskun Sabah.

## Obecny skład
Stan na 3 lutego 2025
| Nr | Poz. | Piłkarz                                    |
| -- | ---- | ------------------------------------------ |
| 1  | BR   | Fernando Muslera                           |
| 4  | OB   | Ismail Jakobs (wypożyczony z AS Monaco FC) |
| 5  | PO   | Eyüp Aydın                                 |
| 6  | PO   | Davinson Sánchez                           |
| 7  | NA   | Roland Sallai                              |
| 8  | PO   | Kerem Demirbay                             |
| 9  | NA   | Mauro Icardi                               |
| 10 | NA   | Dries Mertens                              |
| 11 | NA   | Yunus Akgün                                |
| 18 | PO   | Berkan Kutlu                               |
| 19 | BR   | Günay Güvenç                               |
| 20 | PO   | Gabriel Sara                               |
| 21 | NA   | Ahmed Kutucu                               |
| 23 | OB   | Kaan Ayhan                                 |
| 24 | OB   | Elias Jelert                               |

| Nr | Poz. | Piłkarz                                   |
| -- | ---- | ----------------------------------------- |
| 25 | OB   | Victor Nelsson                            |
| 30 | NA   | Yusuf Demir                               |
| 33 | PO   | Gökdeniz Gürpüz                           |
| 34 | PO   | Lucas Torreira                            |
| 38 | BR   | Atakan Ordu                               |
| 42 | OB   | Abdülkerim Bardakcı                       |
| 44 | NA   | Michy Batshuayi                           |
| 45 | NA   | Victor Osimhen (wypożyczony z SSC Napoli) |
| 50 | BR   | Jankat Yılmaz                             |
| 53 | PO   | Barış Yılmaz                              |
| 58 | OB   | Ali Yeşilyurt                             |
| 77 | NA   | Álvaro Morata (wypożyczony z A.C. Milan)  |
| 83 | PO   | Efe Akman                                 |
| 90 | OB   | Metehan Baltacı                           |

### Piłkarze na wypożyczeniu
| Nr | Poz. | Piłkarz                                              |
| -- | ---- | ---------------------------------------------------- |
|    | BR   | Batuhan Şen (w Kocaelispor do 30 czerwca 2025)       |
|    | OB   | Mathias Ross (w Werder Brema do 30 czerwca 2025)     |
|    | OB   | Derrick Köhn (w Sparta Praga do 30 czerwca 2025)     |
|    | OB   | Ali Turap Bülbül (w Ümraniyespor do 30 czerwca 2025) |
|    | OB   | Kazımcan Karataş (w FK Orenburg do 30 czerwca 2025)  |
|    | PO   | Nicolò Zaniolo (w Atalanta BC do 30 czerwca 2025)    |
|    | PO   | Baran Aksaka (w 68 Aksarayspor do 30 czerwca 2025)   |
|    | PO   | Taylan Antalyalı (w Bodrum FK do 30 czerwca 2025)    |

| Nr | Poz. | Piłkarz                                                    |
| -- | ---- | ---------------------------------------------------------- |
|    | PO   | Efe Çördek (w Ankara Demirspor do 30 czerwca 2025)         |
|    | PO   | Siraçhan Nas (w Boluspor do 30 czerwca 2025)               |
|    | PO   | Berat Yılmaz (w İskenderunspor do 30 czerwca 2025)         |
|    | NA   | Wilfried Zaha (w Charlotte FC do 17 stycznia 2026)         |
|    | NA   | Eren Aydın (w Sanyer do 30 czerwca 2025)                   |
|    | NA   | Baran Demiroğlu (w Fatih Karagümrük SK do 30 czerwca 2025) |
|    | NA   | Halil Dervişoğlu (w Gaziantep FK do 30 czerwca 2025)       |
|    | NA   | Yalın Dilek (w First Vienna FC 1894 do 30 czerwca 2026)    |

## Sztab szkoleniowy
Sztab szkoleniowy i medyczny w sezonie 2021/2022
| Funkcja                                  | Imię i nazwisko        |
| ---------------------------------------- | ---------------------- |
| Trener                                   | Domènec Torrent        |
| Asystent trenera                         | Jordi Gris Vila        |
| Asystent trenera                         | Jordi Guerrero Costa   |
| Trener bramkarzy                         | Fadıl Kosutan          |
| Trener przygotowania fizycznego          | Scott Piri             |
| Trener przygotowania fizycznego          | Yasin Küçük            |
| Menedżer ds. skautingu i analizy wyników | Emre Utkucan           |
| Zastępca Dyrektora Generalnego           | Hakan Balta            |
| Menedżer Administracyjny                 | Uğur Yıldız            |
| Koordynator ds. mediów                   | Emrah Kayalıoğlu       |
| Tłumacz zespołu                          | Ersan Zeren            |
| Tłumacz zespołu                          | Utku Yurtbil           |
| Lekarz                                   | dr Yener İnce          |
| Dietetyk                                 | Mestan Hüseyin Çilekçi |
| Fizjoterapeuta                           | Mustafa Korkmaz        |
| Fizjoterapeuta                           | Burak Koca             |
| Fizjoterapeuta                           | Samet Polat            |
| Masażysta                                | Samet Polat            |
| Masażysta                                | Sedat Peker            |
| Masażysta                                | Batuhan Erkan          |
| Masażysta                                | Ozan Abaylı            |
| Kitman                                   | Hasan Çelik            |
| Kitman                                   | Veli Muğlı             |
| Kitman                                   | İlyas Gökçe            |

## Piłkarze Galatasaray SK

### Medaliści mistrzostw świata grający w Galatasaray SK
- złoci 
  - Cláudio Taffarel ( Brazylia) – MŚ 1994
- srebrni 
  - Cláudio Taffarel ( Brazylia) – MŚ 1998
  - Franck Ribéry ( Francja) – MŚ 2006
  - Wesley Sneijder ( Holandia) – MŚ 2010
- brązowi 
  - Roger Ljung ( Szwecja) – MŚ 1994
  - Abdullah Ercan, Arif Erdem, Bülent Korkmaz, Emre Aşık, Emre Belözoğlu, Ergün Penbe, Fatih Akyel, Hakan Şükür, Hakan Ünsal, Hasan Şaş, Okan Buruk, Tugay Kerimoğlu, Ümit Davala ( Turcja) – wszyscy MŚ 2002
  - Wesley Sneijder ( Holandia) – MŚ 2014

### Królowie strzelców tureckiej ligi w barwach Galatasaray SK
| Zawodnik     | Sezon     | Gole    |
| ------------ | --------- | ------- |
| Metin Oktay  | 1959      | 11 goli |
| Metin Oktay  | 1959-1960 | 33 gole |
| Metin Oktay  | 1960-1961 | 36 goli |
| Metin Oktay  | 1962-1963 | 38 goli |
| Metin Oktay  | 1964-1965 | 17 goli |
| Metin Oktay  | 1968-1969 | 17 goli |
| Tarik Hosiç  | 1983-1984 | 16 goli |
| Tanju Çolak  | 1987-1988 | 39 goli |
| Tanju Çolak  | 1990-1991 | 31 goli |
| Hakan Şükür  | 1996-1997 | 38 goli |
| Hakan Şükür  | 1997-1998 | 32 gole |
| Hakan Şükür  | 1998-1999 | 19 goli |
| Arif Erdem   | 2001-2002 | 21 goli |
| Milan Baroš  | 2008-2009 | 20 goli |
| Burak Yılmaz | 2012-2013 | 24 gole |

## Lista trenerów klubu
Chronologiczny spis trenerów Galatasaray SK od 1905 roku.

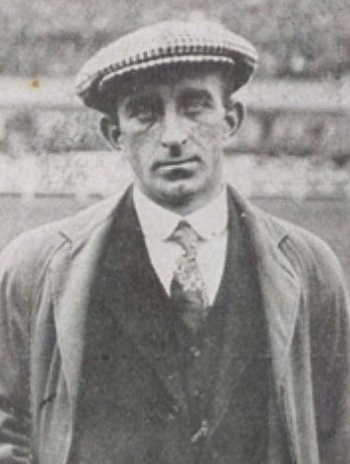
Billy Hunter - trener klubu w latach 1924-28

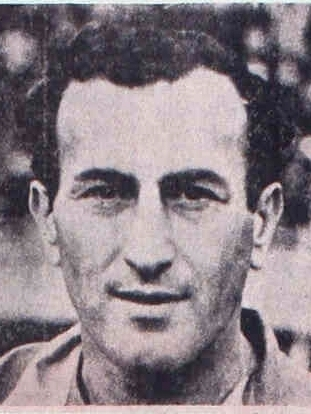
Gündüz Kılıç - trener klubu w latach 1952-53, 1954-57, 1960-67, 1971-72

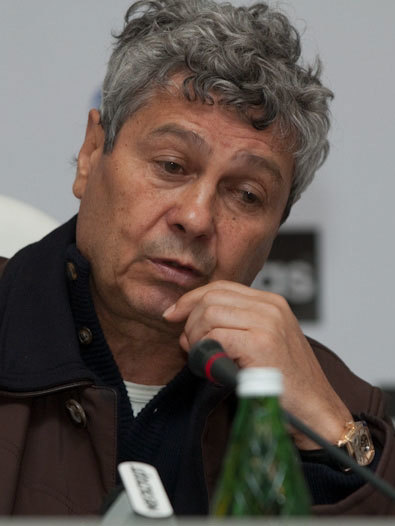
Mircea Lucescu - trener klubu w latach 2000-02

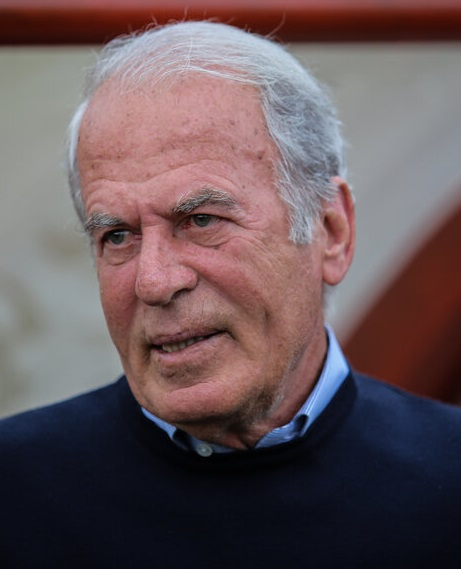
Mustafa Denzili - trener klubu w latach 1985-87, 1987-89, 1990-92, 2015-16

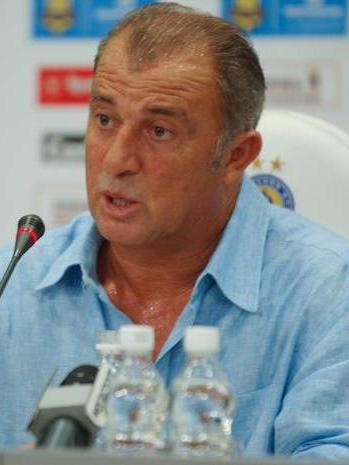
Fatih Terim - trener klubu w latach 1996-2000, 2002-04, 2011-13, od 2017

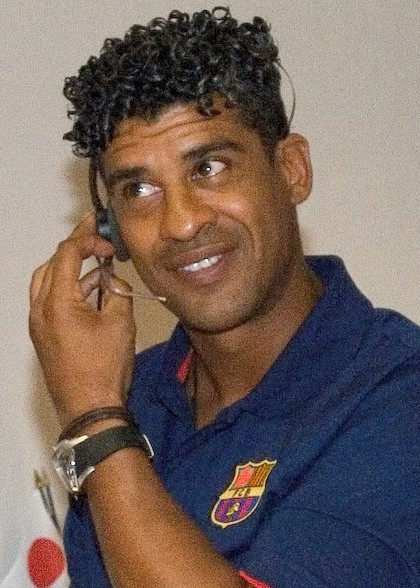
Frank Rijkaard - trener klubu w latach 2009-10

|                      | \| Imię i nazwisko \| Narodowość \| Lata \| \| -------------------- \| ---------- \| --------- \| \| Borys Nikołow \| \| 1905–1906 \| \| Horace Armitage \| \| 1908–1911 \| \| Adil Giray \| \| 1922–1923 \| \| Billy Hunter \| \| 1924–1928 \| \| Lamberg \| \| 1930–1931 \| \| Fred Pegnam \| \| 1931–1932 \| \| Syd Puddefoot \| \| 1933–1936 \| \| Fred Baar \| \| 1937 \| \| Peter Szabo \| \| 1938 \| \| Peter Tandler \| \| 1938–1939 \| \| Hayman \| \| 1939 \| \| Czesław Zacharczuk \| \| 1939–1940 \| \| John Beggett \| \| 1941–1945 \| \| Miço Dimitriyadis \| \| 1945–1946 \| \| J. Szweng \| \| 1947 \| \| Pat Molloy \| \| 1947-1949 \| \| Donald Lockhead \| \| 1950–1952 \| \| Gündüz Kılıç \| \| 1952–1953 \| \| László Székely \| \| 1953–1954 \| \| Gündüz Kılıç \| \| 1954–1957 \| \| George Dick \| \| 1957-1958 \| \| Leandro Remondini \| \| 1959–1961 \| \| Gündüz Kılıç \| \| 1961–1963 \| \| Coşkun Özarı \| \| 1963–1964 \| \| Gündüz Kılıç \| \| 1964–1967 \| \| Eşfak Aykaç \| \| 1967–1968 \| \| Tomislav Kaloperović \| \| 1968–1970 \| \| Metin Oktay \| \| 1970 \| \| Coşkun Özarı \| \| 1970–1971 \| \| Brian Birch \| \| 1971–1973 \| \| Tamer Kaptan \| \| 1973–1974 \| \| Yılmaz Gökdel \| \| 1974–1975 \| \| Don Howe \| \| 1975 \| \| Peter Mansell \| \| 1975-1976 \| \| Malcolm Allison \| \| 1976–1977 \| \| Fethi Demircan \| \| 1977–1978 \| \| Coşkun Özarı \| \| 1978–1979 \| \| Turgay Şeren \| \| 1979–1980 \| \| Brian Birch \| \| 1980–1982 \| \| Özkan Sümer \| \| 1982–1983 \| \| Tomislav Ivić \| \| 1983–1984 \| \| Jupp Derwall \| \| 1984–1987 \| \| Mustafa Denizli \| \| 1987-1989 \| \| Sigfried Held \| \| 1989–1990 \| \| Mustafa Denizli \| \| 1990–1992 \| \| Karl-Heinz Feldkamp \| \| 1992–1993 \| \| Reiner Hollmann \| \| 1993–1994 \| \| Reinhard Saftig \| \| 1994–1995 \| \| Müfit Erkasap \| \| 1995 \| \| Graeme Souness \| \| 1995-1996 \| \| Fatih Terim \| \| 1996-2000 \| \| Mircea Lucescu \| \| 2000-2002 \| \| Fatih Terim \| \| 2002-2004 \| \| Gheorghe Hagi \| \| 2004-2005 \| \| Eric Gerets \| \| 2005–2007 \| \| Karl-Heinz Feldkamp \| \| 2007-2008 \| \| Cevat Güler \| \| 2008 \| \| Michael Skibbe \| \| 2008–2009 \| \| Bülent Korkmaz \| \| 2009 \| \| Frank Rijkaard \| \| 2009–2010 \| \| Fatih Terim \| \| 2011-2013 \| \| Didier Drogba \| \| 2013 \| \| Roberto Mancini \| \| 2013–2014 \| \| Cesare Prandelli \| \| 2014 \| \| Hamza Hamzaoğlu \| \| 2014–2015 \| \| Mustafa Denizli \| \| 2015–2016 \| \| Jan Olde Riekerink \| \| 2016 \| \| Igor Tudor \| \| 2017 \| \| Fatih Terim \| \| 2017–2022 \| \| Domènec Torrent \| \| 2022 \| |           |
| Imię i nazwisko      | Narodowość | Lata      |
| Borys Nikołow        | Bułgaria | 1905–1906 |
| Horace Armitage      | Anglia | 1908–1911 |
| Adil Giray           | Albania | 1922–1923 |
| Billy Hunter         | Szkocja | 1924–1928 |
| Lamberg              | Węgry | 1930–1931 |
| Fred Pegnam          | Anglia | 1931–1932 |
| Syd Puddefoot        | Włochy | 1933–1936 |
| Fred Baar            | Węgry | 1937      |
| Peter Szabo          | Węgry | 1938      |
| Peter Tandler        | Austria | 1938–1939 |
| Hayman               | Anglia | 1939      |
| Czesław Zacharczuk   | Polska | 1939–1940 |
| John Beggett         | Anglia | 1941–1945 |
| Miço Dimitriyadis    | Grecja | 1945–1946 |
| J. Szweng            | Węgry | 1947      |
| Pat Molloy           | Anglia | 1947-1949 |
| Donald Lockhead      | Anglia | 1950–1952 |
| Gündüz Kılıç         | Turcja | 1952–1953 |
| László Székely       | Węgry | 1953–1954 |
| Gündüz Kılıç         | Turcja | 1954–1957 |
| George Dick          | Anglia | 1957-1958 |
| Leandro Remondini    | Włochy | 1959–1961 |
| Gündüz Kılıç         | Turcja | 1961–1963 |
| Coşkun Özarı         | Turcja | 1963–1964 |
| Gündüz Kılıç         | Turcja | 1964–1967 |
| Eşfak Aykaç          | Turcja | 1967–1968 |
| Tomislav Kaloperović | | 1968–1970 |
| Metin Oktay          | Turcja | 1970      |
| Coşkun Özarı         | Turcja | 1970–1971 |
| Brian Birch          | Anglia | 1971–1973 |
| Tamer Kaptan         | Turcja | 1973–1974 |
| Yılmaz Gökdel        | Turcja | 1974–1975 |
| Don Howe             | Anglia | 1975      |
| Peter Mansell        | Anglia | 1975-1976 |
| Malcolm Allison      | Anglia | 1976–1977 |
| Fethi Demircan       | Turcja | 1977–1978 |
| Coşkun Özarı         | Turcja | 1978–1979 |
| Turgay Şeren         | Turcja | 1979–1980 |
| Brian Birch          | Anglia | 1980–1982 |
| Özkan Sümer          | Turcja | 1982–1983 |
| Tomislav Ivić        | | 1983–1984 |
| Jupp Derwall         | Niemcy | 1984–1987 |
| Mustafa Denizli      | Turcja | 1987-1989 |
| Sigfried Held        | Niemcy | 1989–1990 |
| Mustafa Denizli      | Turcja | 1990–1992 |
| Karl-Heinz Feldkamp  | Niemcy | 1992–1993 |
| Reiner Hollmann      | Niemcy | 1993–1994 |
| Reinhard Saftig      | Niemcy | 1994–1995 |
| Müfit Erkasap        | Turcja | 1995      |
| Graeme Souness       | Szkocja | 1995-1996 |
| Fatih Terim          | Turcja | 1996-2000 |
| Mircea Lucescu       | Rumunia | 2000-2002 |
| Fatih Terim          | Turcja | 2002-2004 |
| Gheorghe Hagi        | Rumunia | 2004-2005 |
| Eric Gerets          | Belgia | 2005–2007 |
| Karl-Heinz Feldkamp  | Niemcy | 2007-2008 |
| Cevat Güler          | Turcja | 2008      |
| Michael Skibbe       | Niemcy | 2008–2009 |
| Bülent Korkmaz       | Turcja | 2009      |
| Frank Rijkaard       | Holandia | 2009–2010 |
| Fatih Terim          | Turcja | 2011-2013 |
| Didier Drogba        | Wybrzeże Kości Słoniowej | 2013      |
| Roberto Mancini      | Włochy | 2013–2014 |
| Cesare Prandelli     | Włochy | 2014      |
| Hamza Hamzaoğlu      | Turcja | 2014–2015 |
| Mustafa Denizli      | Turcja | 2015–2016 |
| Jan Olde Riekerink   | Holandia | 2016      |
| Igor Tudor           | Chorwacja | 2017      |
| Fatih Terim          | Turcja | 2017–2022 |
| Domènec Torrent      | Hiszpania | 2022      |

## Lista prezesów klubu

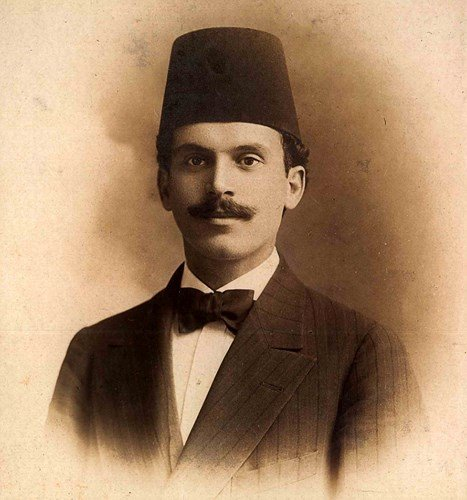
Ali Sami Yen – pierwszy prezes i jednocześnie założyciel klubu

Chronologiczny spis prezesów klubu Galatasaray SK od 1905 roku.
| Prezes                    | Lata działalności    |
| ------------------------- | -------------------- |
| Ali Sami Yen              | 1905–1918; 1925      |
| Refik Cevdet Kalpakçıoğlu | 1919–1922; 1934      |
| Yusuf Ziya Öniş           | 1922–1924; 1950–1952 |
| Ali Haydar Şekip          | 1925                 |
| Ahmet Robenson            | 1926                 |
| Salih Balik               | 1926                 |
| Adnan Ibrahim Pirioğlu    | 1927                 |
| Necmettin Sadak           | 1928–1929            |
| Abidin Daver              | 1929–1930            |
| Ahmet Kara                | 1930–1931; 1933      |
| Tahir Kevkep              | 1931–1932            |
| Ali Haydar Barsal         | 1932–1933; 1933–1934 |
| Fethi Isfendiyaroğlu      | 1933                 |
| Ethem Menemencioglu       | 1934–1936            |
| Saim Gögen                | 1936–1937            |
| Sedat Ziya Kantoğlu       | 1937–1939; 1944      |
| Nizan Nuri                | 1939                 |
| Adnan Akıska              | 1939                 |
| Tevfik Ali Çınar          | 1940–1942            |
| Osman Dardağan            | 1942–1943            |
| Muslihittin Peykoğlu      | 1944–1946            |
| Suphi Batur               | 1946–1950; 1965–1968 |
| Ulvi Yenal                | 1953; 1962–1964      |
| Refik Selimoğlu           | 1954–1956; 1960–1962 |
| Sadık Giz                 | 1957–1959            |
| Selahattin Beyazıt        | 1969–1973; 1975–1979 |
| Prof. Dr. Mustafa Pekin   | 1973–1975            |
| Prof. Dr. Ali Uras        | 1979–1984; 1984–1986 |
| Ali Tanrıyar              | 1986–1988; 1988–1990 |
| Alp Yalman                | 1990–1992; 1992–1996 |
| Faruk Süren               | 1996–2001            |
| Mehmet Cansun             | 2001–2002            |
| Özhan Canaydın            | 2002–2008            |
| Adnan Polat               | 2008–2011            |
| Ünal Aysal                | 2011–2014            |
| Duygun Yarsuvat           | 2014–2015            |
| Dursun Özbek              | 2015–2018            |
| Mustafa Cengiz            | 2018–2021            |
| Burak Elmas               | 2021–                |

## Władze klubu
| Funkcja                 | Imię i nazwisko            |
| ----------------------- | -------------------------- |
| Prezydent               | Burak Elmas                |
| Wiceprezydent           | Ali Polat Bengiserp        |
| Zastępca wiceprezydenta | Rezan Epözdemir            |
| Zastępca wiceprezydenta | Bikem Kanık                |
| Członek zarządu         | Şükrü Köksal Ünlü          |
| Członek zarządu         | Burçak Emre Zorlu          |
| Członek zarządu         | Mehmet Remzi Sanver        |
| Członek zarządu         | Başak Karaca               |
| Członek zarządu         | Turhan Özen                |
| Członek zarządu         | Mustafa Özgür Kalelioğlu   |
| Członek zarządu         | Özgür Işıtan Gün           |
| Członek zarządu         | İbrahim Reha Keskin        |
| Członek zarządu         | Selim Sefada               |
| Członek zarządu         | Abdulvahap Gazi Tanrıverdi |
| Członek zarządu         | Mehmet Polat Kalafatoğlu   |

## Szkolenie młodzieży
Drużyny młodzieżowe Galatasaray należą do z najbardziej utytułowanych w Turcji. Obiekty treningowe Gündüz Kılıç mieszczą się we Floryi, w środkowej części stambulskiego dystryktu. Wśród wychowanków Galatasarayu aż 300 zawodników wystąpiło w reprezentacjach Turcji. Młodzieżowa drużyna, Galatasaray S.K. PAF w latach 2005–2007 trzykrotnie z rzędu zdobywała młodzieżowe mistrzostwo Turcji, a w 2008 roku zajęła 2. miejsce za Sivassporem.

### Akademie piłkarskie
Akademie piłkarskie Galatasaray szkolą dzieci w przedziale od siódmego do piętnastego roku życia. Są otwarte cały rok i szkolą młodych piłkarzy zarówno pod względem techniki jak i strategii. Cała organizacja składa się z 10 szkółek piłkarskich rozlokowanych w takich miastach jak: Adana, Ankara, Antalya, Denizli, Eskişehir, Izmir, Ordu, Maltepe, Mecidiyeköy i Gaziantep, dzięki czemu do dorosłego zespołu Galatasaray mają trafiać zawodnicy z całej Turcji. W planach jest także rozwinięcie akademii na kolejne dwa miasta: Konya i Manisę.

## Sponsorzy i licencje
Według magazynu Forbes Galatasaray jest najbardziej rozpoznawalną i szanowaną marką w Turcji.
Galatasaray Sportif jest niezależnym organem klubu sportowego Galatasaray i działa jako specjalny zarząd Galatasaray. Przeprowadza operacje związane z handlem, mediami, sponsoringiem, licencjonowaniem produktów, praw do nazwy oraz reklamy. Organ ten został utworzony w 1997 roku z siedzibą w Stambule i jest notowany na Giełdzie Papierów Wartościowych w Stambule.
| Okres     | Sponsor techniczny | Sponsor główny                 |
| --------- | ------------------ | ------------------------------ |
| 1985–1986 | Adidas             | Denizbank                      |
| 1986–1991 | Adidas             | TürkBank                       |
| 1991–1992 | Umbro              | ADEC Saat / Show TV            |
| 1992–1995 | Umbro              | Show TV / Emek Sigorta         |
| 1995–1997 | Adidas             | VakıfBank                      |
| 1997–1998 | Adidas             | Bank Ekspres                   |
| 1998–2000 | Adidas             | Marshall Boya                  |
| 2000–2001 | Adidas             | Telsim                         |
| 2001–2002 | Lotto              | Aria                           |
| 2002–2004 | Umbro              | Aria                           |
| 2004–2005 | Umbro              | Avea                           |
| 2005–2009 | Adidas             | Avea                           |
| 2009–2011 | Adidas             | Türk Telekom                   |
| 2011–2014 | Nike               | Türk Telekom                   |
| 2014–2015 | Nike               | Huawei / Turkish Airlines      |
| 2015–2016 | Nike               | Turkish Airlines               |
| 2016–2019 | Nike               | Turkish Airlines               |
| 2019–2020 | Nike               | Terra Pizza / Turkish Airlines |
| 2020–     | Nike               | Sixt / Turkish Airlines        |

### Sponsorzy i partnerzy w sezonie 2021/2022
| Przedsiębiorstwo    | Funkcja                   |
| ------------------- | ------------------------- |
| Nike                | Sponsor techniczny        |
| Sixt                | Sponsor główny (strój)    |
| Magdeburger Sigorta | Współsponsor (strój)      |
| Getir               | Sponsor oficjalny (strój) |
| Tunç Holding        | Sponsor oficjalny (strój) |
| Ülker               | Sponsor oficjalny         |
| Turkish Airlines    | Sponsor oficjalny         |
| Burger King         | Sponsor oficjalny         |
| Nef                 | Sponsor oficjalny         |
| Medical Park        | Sponsor oficjalny         |
| Türk Telekom        | Sponsor oficjalny         |
| Hardline Nutrition  | Sponsor oficjalny         |
| HDI Sigorta         | Sponsor oficjalny         |
| Denizbank           | Sponsor oficjalny         |
| Aroma               | Sponsor oficjalny         |
| Socios.com          | Sponsor oficjalny         |
| Maximum             | Sponsor oficjalny         |
| Passolig            | Sponsor oficjalny         |
| IGA Pass            | Sponsor oficjalny         |
| Diversey            | Sponsor oficjalny         |
| Damat Tween         | Sponsor oficjalny         |
| Spor Toto           | Sponsor oficjalny         |

## Galatasaray TV
W styczniu 2007 roku postanowiono uruchomić kanał telewizyjny o nazwie Galatasaray TV (GSTV), dedykowany specjalnie dla fanów klubu. W czasie sezonu piłkarskiego transmitowane są mecze na żywo, a w czasie transmisji fani mogą zadzwonić do studia i porozmawiać na tematy meczu. Kanał transmituje także mecze siatkówki oraz koszykówki. Odbierany jest przez satelitę Türksat 2A.